# Jannero Pargo
Jannero Pargo (ur. 22 października 1979 w Chicago) – amerykański koszykarz, występując na pozycji rozgrywającego, po zakończeniu kariery zawodniczej trener koszykarski, obecnie asystent trenera w Indiana Pacers.
Jego młodszy brat Jeremy ma za sobą również występy w NBA.
9 sierpnia 2021 został asystentem trenera Indiana Pacers.

## Osiągnięcia
Na podstawie, o ile nie zaznaczono inaczej.
NCAA
- Uczestnik turnieju NCAA (2001)
- Zaliczony do III składu SEC (2001, 2002)

Drużynowe
- Uczestnik rozgrywek Euroligi (2008/2009)

Indywidualne
- Uczestnik meczu gwiazd ligi greckiej (2009)
- Lider ligi rosyjskiej w asystach (2009)